# 毛柄狸藻
毛柄狸藻（学名：Utricularia hirta）為狸藻屬似多年生小型陆生食虫植物。其种加词“hirta”来源于拉丁文“hirtus”，意为“毛”，指其具毛的花茎。其为分布于印度及东南亚，存在于孟加拉、柬埔寨、老挝、斯里兰卡、泰国、越南及婆罗洲。1820年，约翰·海因里希·弗里德里希·林克正式描述了毛柄狸藻，而雅各布·西奥多·克莱因最先命名了毛柄狸藻。毛柄狸藻陆生于海拔约1000米的潮湿开阔地或沼泽中。花期为7月至12月。